# Daizo Okitsu
Daizo Okitsu (Hyogo, 15 juni 1974) is een voormalig Japans voetballer.

## Carrière
Daizo Okitsu speelde tussen 1997 en 2000 voor Shimizu S-Pulse en Cerezo Osaka.